# Schloss Scherneck (Rehling)

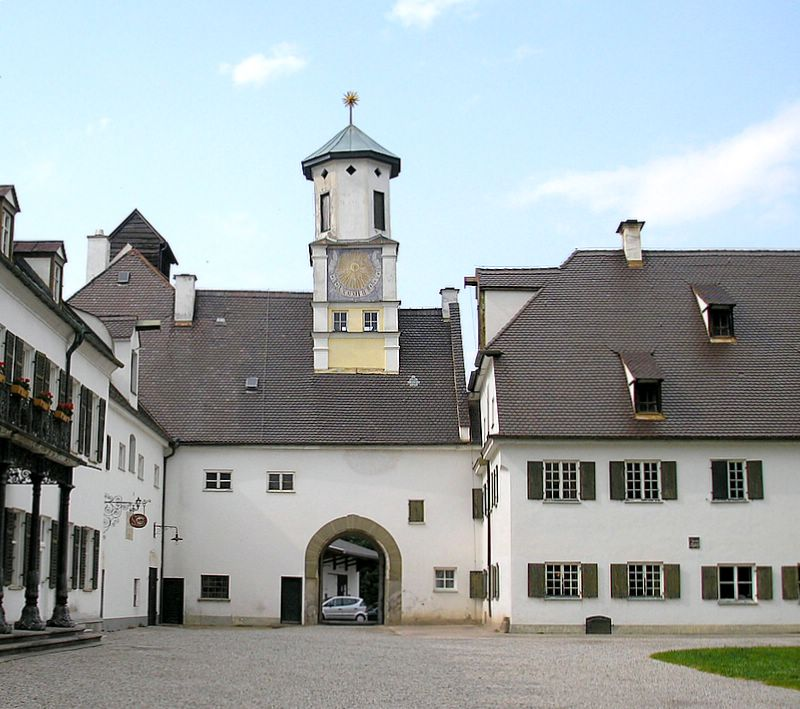
Innenhof mit Blick zum Torturm

Das Schloss Scherneck liegt zwischen Rehling und dem Gemeindeteil Au (Landkreis Aichach-Friedberg in Schwaben) nordöstlich von Augsburg auf der Lechleite. In seiner heutigen Form stammt der Gebäudekomplex weitgehend aus dem 19. Jahrhundert und wird als land- und forstwirtschaftlicher Gutsbetrieb bewirtschaftet.

## Beschreibung
Das Schloss liegt im Wald an der Abbruchkante des Lechrains. Von Norden ermöglicht ein Torturm den Eintritt in den Innenhof. Das schlichte Hauptgebäude mit seinen Schweifgiebeln steht auf der Westseite über dem Hang. Die Nebengebäude wurden winkelförmig im Norden und Osten angelegt, die Südseite ist offen. Hier ist eine große Terrasse aus Ziegelmauerwerk vorgelagert.
Der zweigeschossige Hauptbau entstand 1844/45. Die Hoffront wird auf der Hofseite durch einen großen schmiedeeisernen Balkon akzentuiert. Der Turm im Norden geht wohl im Kern noch auf die Zeit um 1700 zurück, ist aber in die Flucht der Ökonomiebauten eingebaut. Südlich neben der Kirche steht das ehemalige Amtshaus, das wie das Hauptgebäude von einem Schweifgiebel abgeschlossen wird.

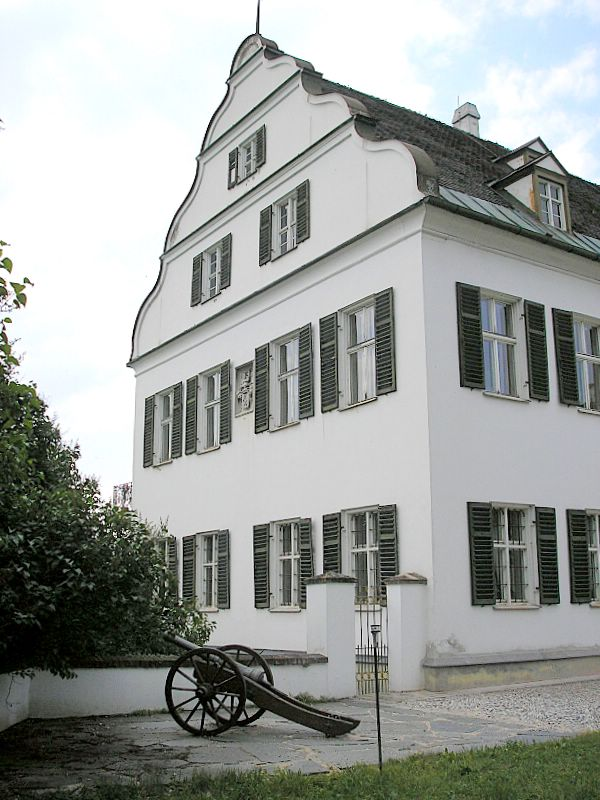
Südgiebel Hauptbau
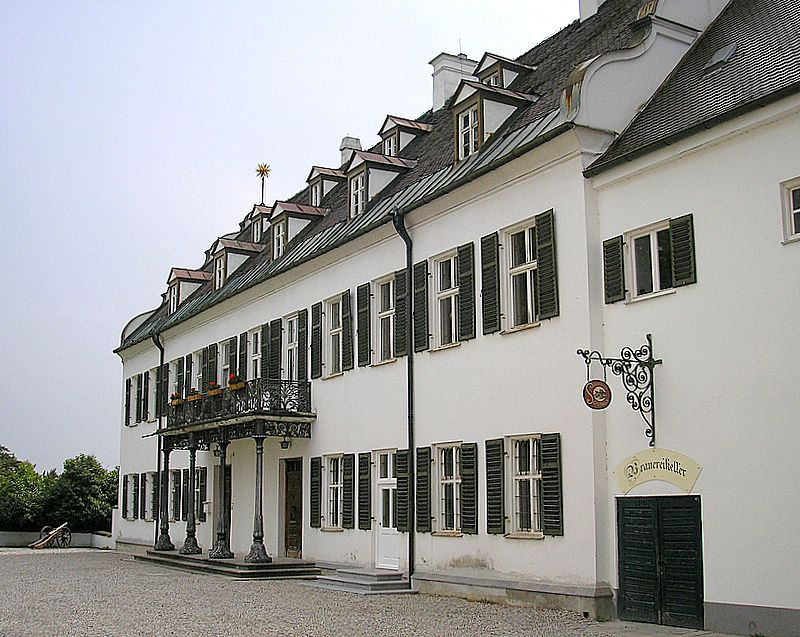
Längsseite Hauptbau
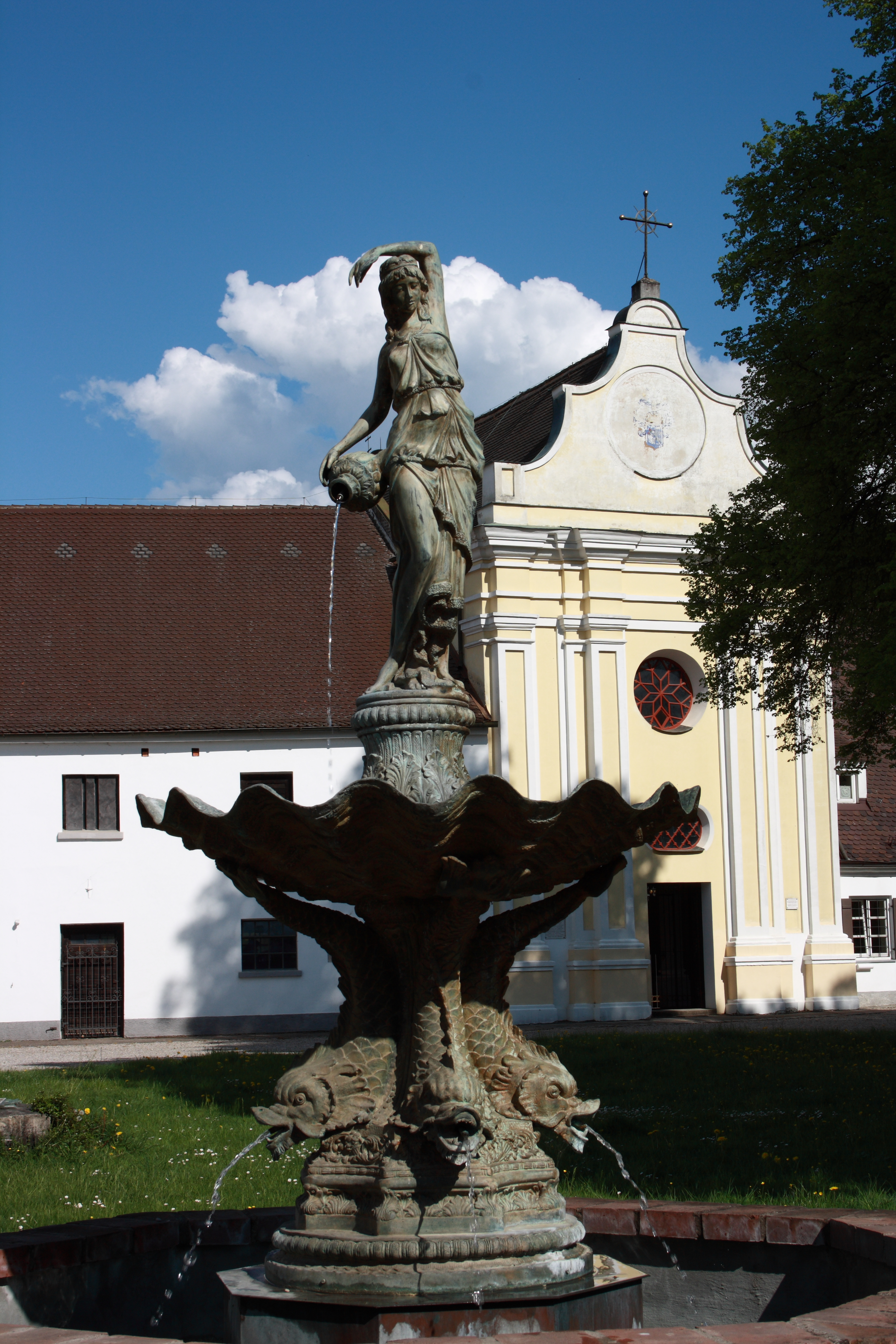
Brunnen im Innenhof
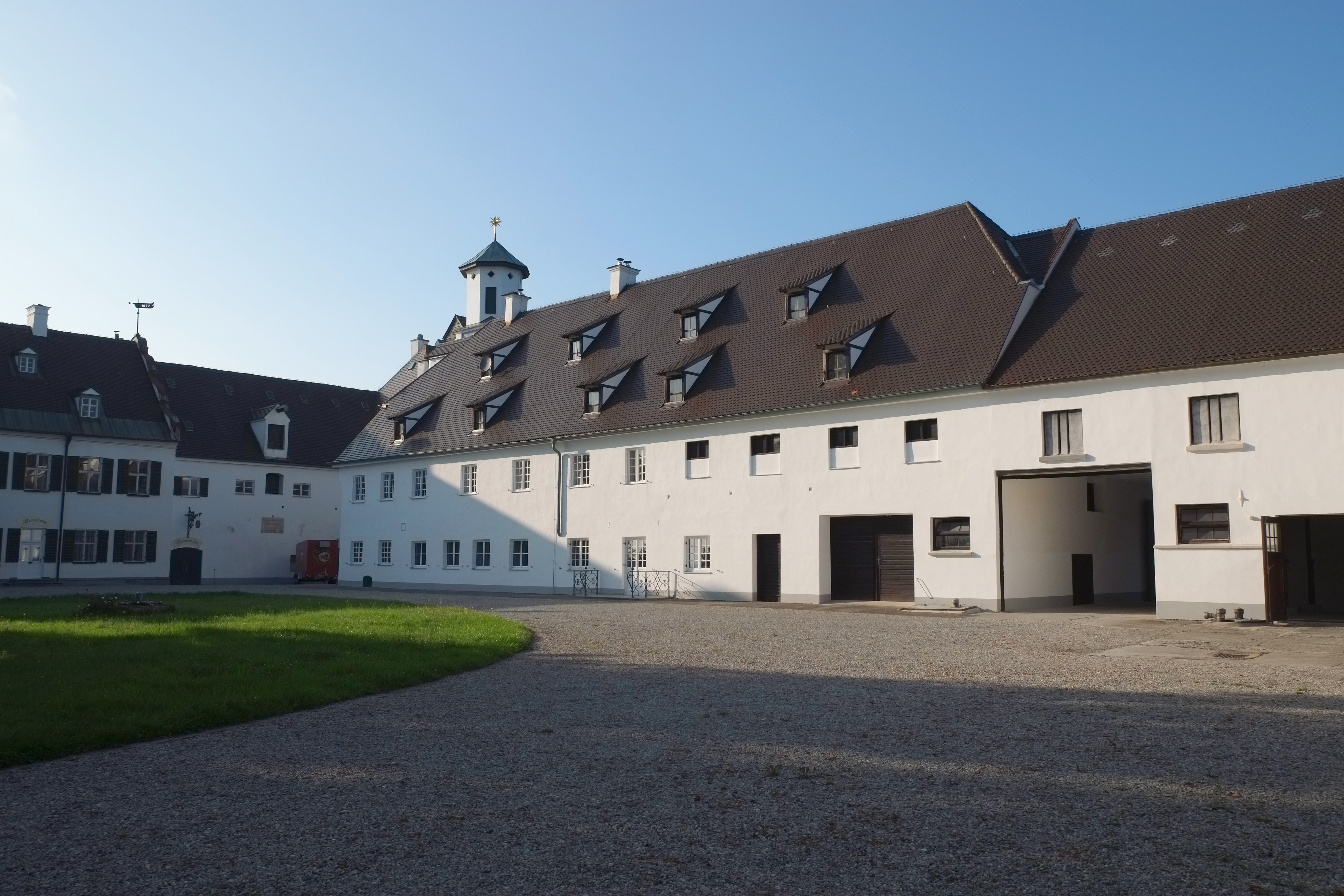
Nebengebäude

## Geschichte

Schloss Scherneck
(Wening um 1700)

Bereits 926 soll sich auf der Anhöhe über dem Lechtal eine Burg der Herren von Rehling befunden haben. 1999 entdeckte der Heimatforscher Helmut Rischert eine mutmaßliche Vorgängerburg „Alt-Scherneck“ über der „Schlosskreppen“, einem Hohlweg nördlich des Schlosses.
Die erste gesicherte Erwähnung Schernecks ist ein Kaufvertrag von 1322, in dem der Hans von Rehling seine Burg an Heinrich von Gumppenberg verkaufte. Der Hintergrund des Verkaufs dürften Erbstreitigkeiten gewesen sein. Zu dieser Zeit waren die Rehlinger wahrscheinlich Dienstmannen der Wittelsbacher.
Zwischen 1397 und 1411 änderte Hans der Gumppenberger „von Rehling“ seinen Beinamen zu „von Scherneck“. Wahrscheinlich wurde die alte Burg damals aufgelassen und an den heutigen Standort verlegt. Der Name Scherneck meint ein „scharfes“, schroffes Eck, würde also besser zur Burgstelle zwischen dem Schloss und Rehling passen. Die beiden Burgstellen liegen etwa fünf Gehminuten voneinander entfernt.
Die Gumppenberger hielten die Hofmark Scherneck bis ins 17. Jahrhundert. 1626 kam die Herrschaft nach dem Tod Hans Heinrichs von Gumppenberg über Renate von Gumppenberg an die Nothaffts von Wernberg. 1636 erwarb Karl Fuchs den Besitz, übersiedelte aber bereits 1640 auf sein Gut in Mähren. Das Gebiet um Rehling war während des Dreißigjährigen Krieges zahlreichen Plünderungen ausgesetzt, lag es doch in der Nähe der mächtigen Reichsstadt Augsburg. Das Schloss stand leer und wurde 1642 zusammen mit der übrigen Hofmark einer Administration unterstellt.
1661 erwarb Graf Felix von Lodron das Schlossgut. 1696 wird der Hofkammerrat Johann Senser als Besitzer genannt. Noch im gleichen Jahr kauften die Freiherren von Mayer das Anwesen.
Im Jahr 1823 ging Schloss Scherneck in den Besitz der Freiherren von Schaezler über. Der Bankier Johann Lorenz von Schaezler war kurz zuvor (1821) in den erblichen Freiherrenstand erhoben worden. Die Familie begann anschließend mit einem großzügigen Um- und Ausbau des Gesamtkomplexes, in den die barocke Schlosskapelle einbezogen wurde. Das heutige Erscheinungsbild des Schlossgutes wird weitgehend von diesem Umbau geprägt. Schlossherrin ist heute Carola Freifrau von Schaezler, Witwe des 2008 verstorbenen Schlosserbens Christian Siedler Freiherr von Schaezler. Letzterer war der Enkel von  Wolfgang Freiherr von Schaezler – dem Stifter des Schaezlerpalais an die Stadt Augsburg. Der ehemalige Sommersitz Scherneck ist seit der Stiftung des Schaezlerpalais der Hauptwohnsitz der Familie Schaezler.
Der Brauereibetrieb begann bereits 1719 unter den Freiherren von Mayer. Seit 2014 ist der Braubetrieb eingestellt, das Bier wird bei der Schlossbrauerei Unterbaar gebraut. Das Bräustüberl, dessen Biergarten heute ein beliebtes Ausflugsziel ist, wurde 1820 eröffnet.
Seit 2005 wird auf der „Turnierwiese“ vor dem Schloss jährlich im Juni das „Historische Ritterturnier Scherneck“ veranstaltet. Um die Turnierarena hat sich mittlerweile einer der größten Mittelaltermärkte der Region entwickelt. 2007 öffnete der erste Hochseilgarten in einem Laubwald am Schlossberg. 2013 wurde dieser von der Firma Tiefblick übernommen, modernisiert und als „Kletterwald Schloss Scherneck“ wieder eröffnet. 2012 eröffnete am Fuße von Scherneck ein Fußballgolfplatz, der als Soccerpark Rehling betrieben wird. Zum Schlossgut gehören auch Eigenjagden und Fischereirechte an der Friedberger Ach und am Lech.

## Schlosskirche St. Matthias und Georg

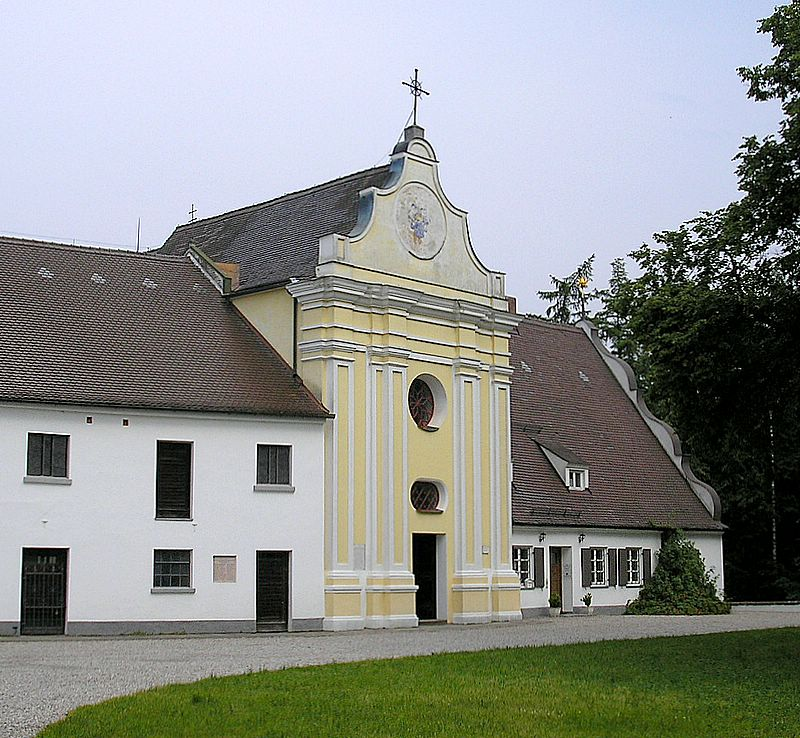
Barocke Schlosskirche

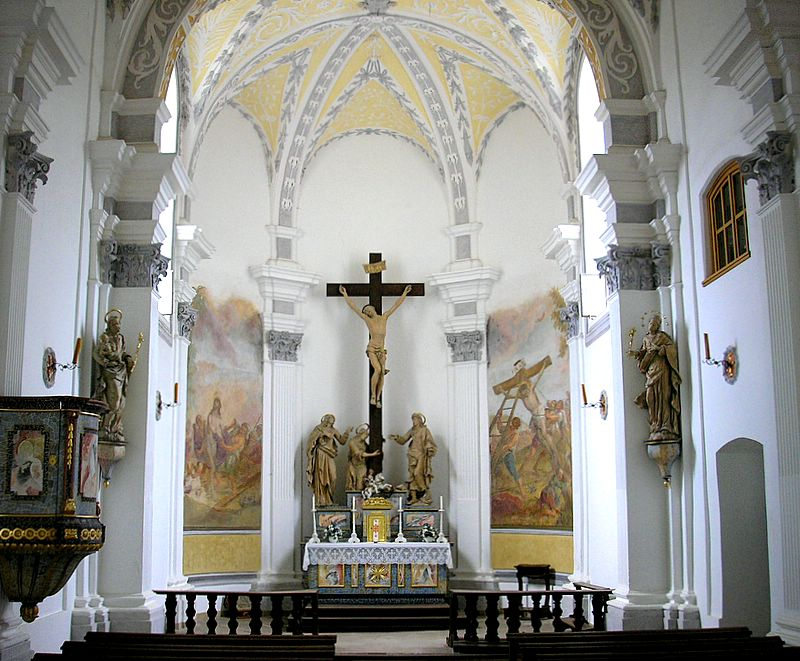
Blick auf den Altar der Schlosskirche

Die Westfassade von St. Matthias und Georg wird durch Pilaster gegliedert und durch einen geschwungenen Giebel abgeschlossen. Ein einfaches Rechteckportal gewährt Einlass, darüber sitzt eine querovale Fensteröffnung, über der ein größeres Rundfenster den Innenraum belichtet.
Das einschiffige Langhaus wird von einer Stichkappentonne mit dünnen Akanthusstukkaturen überspannt. Die Wände gliedern kräftig vorspringende Pilaster. Die Westempore öffnet sich in drei Rundbogenarkaden zum Langhaus, der Raum darunter ist als Vorhalle angelegt. Der nur wenig eingezogene Chor erscheint innen rund, außen jedoch dreiseitig geschlossen.
Bei einer Restaurierung im Jahr 1979 legte man im Chor zwei Wandfresken mit der Entkleidung und Kreuzigung Christi frei. Die um 1760/70 entstandenen Gemälde sind in der Art Ignaz Baldaufs ausgeführt. Dazwischen steht auf dem Choraltar eine bewegte Kreuzigungsgruppe (um 1730/40).